# Apenthecia crassiseta
Apenthecia crassiseta är en tvåvingeart som först beskrevs av Walter Leopold Victor Hackman 1960.  Apenthecia crassiseta ingår i släktet Apenthecia och familjen daggflugor. Inga underarter finns listade i Catalogue of Life.